# オーストラリアレコード産業協会
オーストラリアレコード産業協会（Australian Recording Industry Association）はオーストラリア大手のレコード協会である。音楽ライセンスと印税の集配と管理を監督している。協会は100以上の会員が存在し、1人から5人程度の従業員で運営されている小さいレーベルから中規模の会社、メジャーレーベルの子会社までが含まれる。ARIAはレコード会社の経営陣にが行う会議によって運営されている。オーストラリア全土のCD売り上げなどを集計したチャート「ARIAチャート」・オーストラリアレコード産業協会が主催する音楽賞「ARIAミュージック・アワード」などで知られる。
2006年にARIAはモトローラ、ノヴァ（ラジオ局）とスポンサー契約を結び、チャートの外観と運営方法を変更した。モトローラはチャート名にネーミングライツを使い、メディアでMotorola ARIAチャートと呼ばれるようにした。ARIAはウェブサイトは再デザインされるだろうとコメントしている。ノヴァとの契約ではARIAチャートがウェブサイトに掲載される前に日曜午後のラジオ番組でシングルチャートを下位から放送するようになった。

## チャート集計方法
ARIAはオーストラリア国内1100以上の音楽小売りから音楽売上データの記録を集めている。売上数は全てのタイトルの正確な販売数に対して「最高の見積もり」をするために推計される。各タイトルはその「重みづけられた」売上数によってランク付けされる。
チャートは毎週日曜に計算されている。これは計算する前の週の土曜から金曜におけるオーストラリアの小売りでの音楽売上が基になっている。新しいチャートは公式なARIAのウェブサイト上に、東部オーストラリア時間の夜掲載される。クラブ・チャートはオーストラリア中のDJからの毎週のレポートで決められている。
ARIAによると、シングルもアルバムも小売へ35000枚以上出荷されるとゴールド認定され、70000枚以上の出荷でプラチナム認定がされる。
2006年4月から、ARIAはデジタル・トラック・チャートを作成し始めた。iTunes Storeの様な大手オンライン・ミュージック配信業者や小売業者が送信した売り上げデータを計算している。ARIAは2005年時点でデジタル・セールスによる収入は800万ドルを超え、全体の市場に対して、1.5%の占有率を持つとしている。

## 批判
大部分のレコード協会と同じく、ARIAはその著作権侵害に対する強い姿勢が批判されてきた。オーストラリアでは、映画で攻撃的な広告キャンペーンを行い、同じように批判されてきているのである。オーストラリアでは著作権侵害を罪だと断定するデジタルミレニアム著作権法やそれに近い法律が存在しないために、この批判は強い。
ARIAチャートは簡単に操作できるマーケットツールであり、積極的に売り込む人に悪用されている。ARIAでのゴールドとプラチナムの認定は小売りに出荷されたときであり、消費者にどれだけ売ったかではない。いい加減なアルバムやシングルリリースであっても、商品が市場へ大量に流通することでゴールド・プラチナムの認定を受けられるのである。もし、99％が出荷元へ戻ってきても認定に影響を与えない。
ARIAはオーストラリアンアイドルの審判であり音楽プロデューサーであるイアン・ディクソンに批判されている。それは、オーストラリアンアイドルの出演者に対して不寛容であり、彼女たちはARIAミュージック・アワードにもノミネートされないからである。

## ARIAチャート

### シングル
- トップ50シングル・チャート
- トップ20ダンス・チャート
- トップ20オーストラリア・チャート
- トップ50クラブ・チャート
- トップ40デジタル・トラック・チャート
- トップ50フィジカル・シングル・チャート
- トップ40アーバン・シングル・チャート

### アルバム
- トップ50アルバム・チャート
- トップ20カントリー・チャート
- トップ20コンピレーション・チャート
- トップ40アーバン・アルバムチャート